# Zvoniki Belgije in Francije
Zvoniki Belgije in Francije so skupina 56 zgodovinskih stavb, ki jih je Unesco uvrstil na seznam svetovne dediščine, ob priznanju arhitekturnega prikaza nastajajoče neodvisnosti državljanov od fevdalnih in verskih vplivov v zgodovinski Flandriji in sosednjih regijah vojvodine Burgundije.
Unesco je vpisal na svoj seznam 32 stolpov pod naslovom Zvoniki Flandrije in Valonije leta 1999. Leta 2005 je bil dodan zvonik v Gemblouxu v Valoniji, v Belgiji in še 23 zvonikov v regijah Nord-Pas-de-Calais in Pikardija v severnem delu Francije in preimenovan seznam. Pomembno opustitev je bila zvonik mestne hiše v Bruslju, saj je že del svetovne dediščine Grand Place.
Kljub temu da se seznam ukvarja s posvetnimi stolpnimi strukturami, je bilo uvrščenih tudi   šest cerkvenih stolpov pod pretvezo, da so služili kot stražarji ali alarmni zvoniki. To so stolp stolnica Matere Božje v Antwerpnu,  stolnice svetega Rumbolda v Mechelenu, cerkve svetega Petra, Leuven, cerkve sv. Germanija v Tiennu, bazilike naše Gospe v Tongernu in cerkev svetega Leonarda v Zoutleeuwu.
Večina struktur na tem seznamu so stolpi, ki štrlijo iz večjih zgradb. Nekaj je samostojno stoječih, od tega peščica obnovljenih, ki so bili prej povezani s sosednjimi stavbami.

## Belgija

### Flandrija

#### Zahodna Flandrija
| ID 943-004 | Brugge     | Hallentoren zvonik in dvorana                                               |
| ID 943-006 | Diksmuide  | Mestna hiša in zvonik                                                       |
| ID 943-011 | Kortrijk   | Zvonik Hallentoren                                                          |
| ID 943-014 | Lo-Reninge | Mestna hiša z zvonikom (trenutno je hotel)                                  |
| ID 943-017 | Menen      | Mestna hiša in zvonik                                                       |
| ID 943-018 | Nieuwpoort | Stadshalle pšenična dvorana (tržnica) z zvonikom                            |
| ID 943-020 | Roeselare] | Mestna hiša, Stadshalle (tržnica) in zvonik                                 |
| ID 943-022 | Tielt      | Zvonik Hallentoren, Dvorana tekstila in Aldermenova doba                    |
| ID 943-025 | Veurne     | Landhuis ("podeželska hiša", bivši sedež vikontov Veurne-Ambacht) in zvonik |
| ID 943-010 | Ypres      | Dvorana tekstila in zvonik                                                  |

#### Vzhodna Flandrija
| ID 943-001 | Aalst       | Schepenhuis (Aldermenova hiša z zvonikom]] |
| ID 943-005 | Dendermonde | Mestna hiša z zvonikom                     |
| ID 943-007 | Eeklo       | Mestna hiša z zvonikom                     |
| ID 943-008 | Gent        | Zvonik, Tekstilna dvorana in Mammelokker   |
| ID 943-019 | Oudenaarde  | Mestna hiša v Oudenaardeju z zvonikom]]    |

#### Provinca Antwerpen
| ID 943-002 | Antwerpen | Stolnica Matere Božje, Antwerpen                                   |
| ID 943-003 | Antwerpen | Antwerpenska mestna hiša                                           |
| ID 943-009 | Herentals | Bivša mestna & 'Laken'(tekstilna) dvorana                          |
| ID 943-013 | Lier      | Mestna hiša z zvonikom                                             |
| ID 943-016 | Mechelen  | Stolp stolnice                                                     |
| ID 943-015 | Mechelen  | Stara dvorana tekstila s stolpom (sedaj del kompleksa mestne hiše) |

#### Flamski Brabant
| ID 943-012 | Leuven    | Cerkev svetega Petra in stolp                        |
| ID 943-023 | Tienen    | Cerkev svetega Germanija s Stadstoren (mestni stolp) |
| ID 943-026 | Zoutleeuw | Cerkev svetega Leonarda                              |

#### Limburg (Belgija)
| ID 943-021 | Sint-Truiden | Mestna hiša s stolpom                           |
| ID 943-024 | Tongeren     | Bazilika naše Gospe s Stadstoren (mestni stolp) |

### Valonija

#### provinca Hainaut
| ID 943-027 | Binche    | Zvonik mestne hiše |
| ID 943-028 | Charleroi | Zvonik mestne hiše |
| ID 943-029 | Mons      | Zvonik             |
| ID 943-031 | Thuin     | Zvonik             |
| ID 943-032 | Tournai   | Zvonik             |

#### provinca Namur
| ID 943-056 | Gembloux | Zvonik |
| ID 943-030 | Namur    | Zvonik |

## Francija

### Nord-Pas de Calais

#### Nord
| ID 943-033 | Armentières | Zvonik mestne hiše | 50°41′11″N 2°52′57″E / 50.68645°N 2.8824°E  |
| ID 943-034 | Bailleul    | Zvonik mestne hiše | 50°44′23″N 2°44′04″E / 50.7397°N 2.7344°E   |
| ID 943-035 | Bergues     | Zvonik | 50°58′05″N 2°25′58″E / 50.9680°N 2.4327°E   |
| ID 943-036 | Cambrai     | Zvonik cerkve svetega Martina | 50°10′27″N 3°13′56″E / 50.1742°N 3.232127°E |
| ID 943-037 | Comines     | Zvonik mestne hiše | 50°45′55″N 3°00′26″E / 50.7653°N 3.0072°E   |
| ID 943-038 | Douai       | Zvonik mestne hiše | 50°22′04″N 3°04′50″E / 50.3679°N 3.0805°E   |
| ID 943-040 | Dunkerque   | Zvonik mestne hiše | 51°02′15″N 2°22′36″E / 51.0376°N 2.3768°E   |
| ID 943-039 | Dunkerque   | Zvonik Dunkerquea (nekdanji cerkveni stolp, pritrjen na Saint Eligius, v petdesetih letih dvajsetega stoletja preoblikovan v samostojni občinski zvonik) | 51°02′08″N 2°22′35″E / 51.0356°N 2.3763°E   |
| ID 943-041 | Gravelines  | Zvonik | 50°59′12″N 2°07′34″E / 50.9868°N 2.1261°E   |
| ID 943-042 | Lille       | Zvonik mestne hiše | 50°37′50″N 3°04′11″E / 50.6306°N 3.0698°E   |
| ID 943-043 | Loos        | Zvonik mestne hiše | 50°36′54″N 3°00′53″E / 50.61507°N 3.01477°E |

#### Pas-de-Calais
| ID 943-044 | Aire-sur-la-Lys  | Zvonik mestne hiše | 50°38′19″N 2°23′47″E / 50.6385°N 2.3963°E |
| ID 943-045 | Arras            | Zvonik mestne hiše | 50°17′28″N 2°46′37″E / 50.2911°N 2.7770°E |
| ID 943-046 | Béthune          | Zvonik             | 50°31′52″N 2°38′21″E / 50.5310°N 2.6392°E |
| ID 943-047 | Boulogne-sur-Mer | Zvonik mestne hiše | 50°43′30″N 1°36′48″E / 50.7250°N 1.6132°E |
| ID 943-048 | Calais           | Zvonik mestne hiše | 50°57′10″N 1°51′15″E / 50.9529°N 1.8542°E |
| ID 943-049 | Hesdin           | Zvonik mestne hiše | 50°22′23″N 2°02′11″E / 50.3730°N 2.0363°E |

### Pikardija

#### Departma Somme
| ID 943-050 | Abbeville     | Zvonik                                          | 50°06′26″N 1°49′58″E / 50.1073°N 1.8329°E |
| ID 943-051 | Amiens        | Zvonik                                          | 49°53′44″N 2°17′46″E / 49.8955°N 2.2960°E |
| ID 943-052 | Doullens      | Zvonik bivše mestne hiše, danes turistični urad | 50°09′19″N 2°20′28″E / 50.1554°N 2.3410°E |
| ID 943-053 | Lucheux       | Stolp na bivših mestnih vratih                  | 50°11′50″N 2°24′40″E / 50.1971°N 2.4112°E |
| ID 943-054 | Rue           | Zvonik                                          | 50°16′21″N 1°40′07″E / 50.2725°N 1.6687°E |
| ID 943-055 | Saint-Riquier | Zvonik                                          | 50°08′03″N 1°56′47″E / 50.1342°N 1.9464°E |

## Galerija
- Zvonik v Armentièresu
- Bergues, zvonik
- Mestna hiša in zvonik v Calaisu
- Charleroi, zvonik
- Zvonik v Douainu
- Gentski zvonik
- Zvonik stare mestne hiše v Herentalsu
- Zvonik v Namurju
- Zvonik v Nieuwpoortu
- Zvonik v Tieltu